# Acadèmia de França a Roma
L'Acadèmia de França a Roma (en francès: Académie de France à Rome), més coneguda com a vil·la Médici, és una institució artística francesa situada sobre el mont Pincio, a Roma, i dedicada a l'acolliment, durant un període de l'any, de joves artistes per tal de desenvolupar llurs projectes creatius.

## Història
Fundada el 1666 per Jean-Baptiste Colbert, l'Acadèmia fou al principi situada sobre el Janícul, després s'establí al palau Mancini, sobre el Corso, fins a la Directoire.
El 1803, Napoleó Bonapart transfereix l'Acadèmia francesa a la vil·la Médici. La intenció del futur emperador francès és de perpetuar una institució amenaçada en temps de la Revolució i, així, permetre els joves artistes de poder continuar apropant-s'hi i copiar els grans pintors de l'Antiguitat o del Renaixement. Aquests treballs anuals, enviats i jutjats a París, constitueixen exercicis obligats per a tots els subvencionats.
Al principi, la vil·la i els seus jardins es troben en un trist estat i han de ser renovats per acollir els guardonats del Prix de Rome. Segons les disciplines, l'estada podia anar de tres a cinc dies.
Després d'una primera interrupció durant la Primera Guerra Mundial, Mussolini confisca aquest indret a França el 1941. L'Acadèmia ha d'establir-se a Niça i després a Fontainebleau fins al 1945.
El Concurs i el Prix de Rome són suprimits el 1968 per André Malraux (l'últim gran premi d'arquitectura acaba el 1967, els fets del 1968 impedeixen el seu bon desenvolupament). L'Académie des Beaux-Arts de l'Institut de France, a París, perden llavors la tutela de la vil·la Médici, que passa a ser del Ministeri de Cultura i de l'Estat. D'ençà, els subvencionats no pertanyen només a les disciplines tradicionals (pintura, escultura, arquitectura, gravat sobre medalles o sobre pedres fines, composició musical), sinó també als camps artístics fins llavors oblidats o nous (història de l'art, arqueologia, literatura, escenografia, fotografia, cinema, vídeo i fins i tot cuina).
L'edifici i les seves dependències han servit per una nova campanya de rehabilitació i de modernització la restauració de la façana del qual sobre els jardins constitueix l'etapa més espectacular. Els treballs s'hi han desenvolupat entre el 2004 i el 2007 sota la direcció de Richard Peduzzi.
Des de fa alguns anys, la vil·la Médici s'obre al públic i s'hi presenten exposicions i espectacles elaborats pels seus subvencionats.

## Direcció

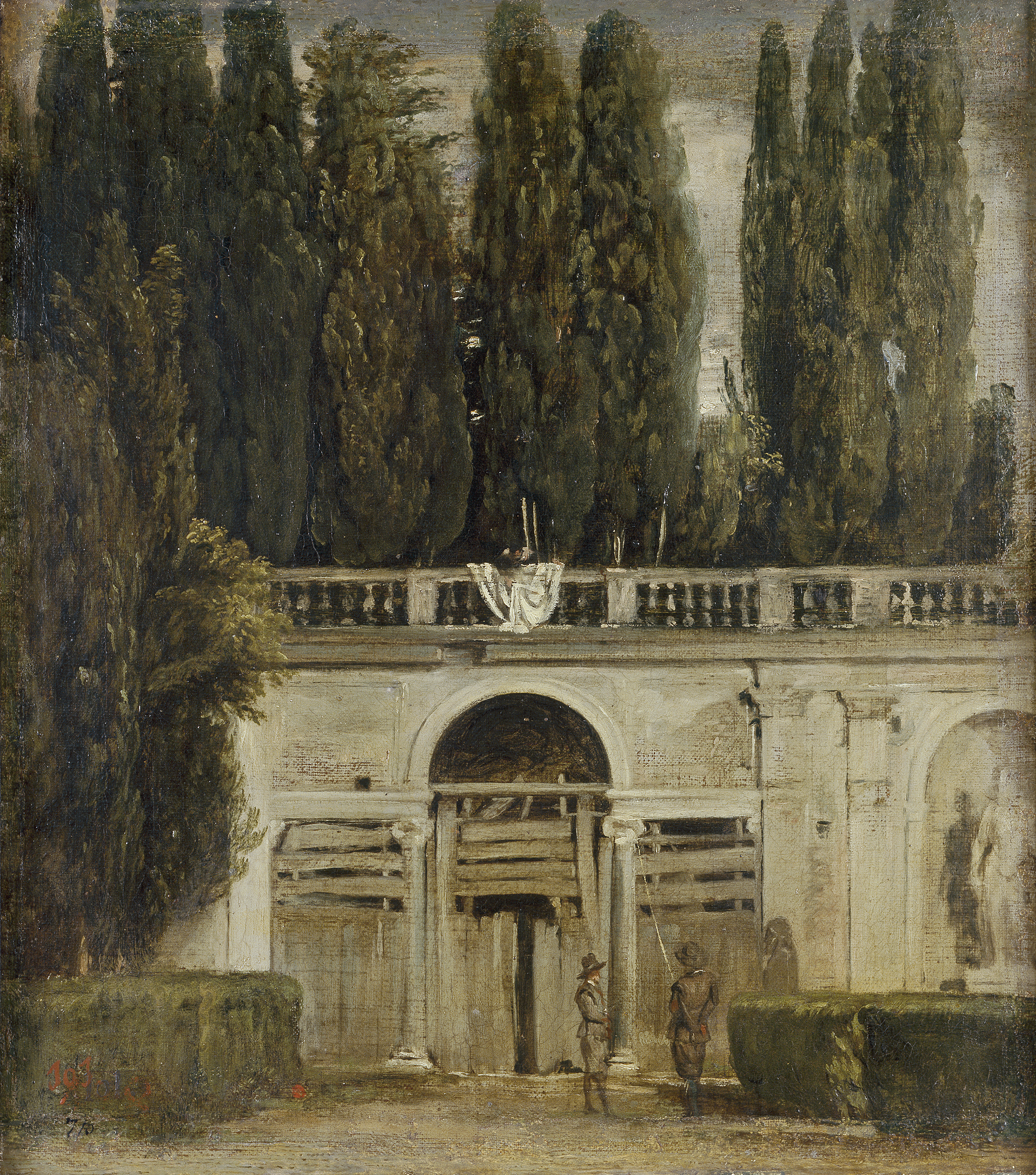
La Vil·la Medici pintada per Velázquez

L'Acadèmia de França a Roma ha estat dirigida per artistes prestigiosos:
- 1666-1672: Charles Errard
- 1673-1675: Noël Coypel
- 1675-1684: Charles Errard
- 1684-1699: Matthieu de La Teullière
- 1699-1704: René-Antoine Houasse
- 1704-1725: Charles-François Poerson
- 1725-1737: Nicolas Vleughels
- 1737-1738: Pierre de L'Estache
- 1738-1751: Jean-François de Troy
- 1751-1775: Charles-Joseph Natoire
- 1775 : Noël Hallé
- 1775-1781: Joseph-Marie Vien
- 1781-1787: Louis Jean François Lagrenée
- 1787-1792: François-Guillaume Ménageot
- 1792-1807: Joseph-Benoît Suvée
- 1807 : Pierre-Adrien Pâris
- 1807-1816: Guillaume Guillon Lethière
- 1816-1823: Charles Thévenin
- 1823-1828: Pierre-Narcisse Guérin
- 1829-1834: Horace Vernet
- 1835-1840: Jean-Auguste-Dominique Ingres
- 1841-1846: Jean-Victor Schnetz
- 1847-1852: Jean Alaux
- 1853-1866: Jean-Victor Schnetz
- 1866-1867: Joseph-Nicolas Robert-Fleury
- 1867-1873: Ernest Hébert
- 1873-1878: Jules Eugène Lenepveu
- 1879-1884: Louis-Nicolas Cabat
- 1885-1890: Ernest Hébert
- 1891-1904: Jean-Baptiste-Claude-Eugène Guillaume
- 1905-1913: Charles-Emile-Auguste Durand, anomenat Carolus-Duran
- 1913-1921: Albert Besnard
- 1921-1933: Denys Puech
- 1933-1937: Paul-Maximilien Landowski
- 1937-1960: Jacques Ibert
- 1961-1977: Comte Balthazar Klossowski de Rola, anomenat Balthus
- 1977-1984: Jean Leymarie
- 1985-1994: Jean-Marie Drot
- 1994-1997: Pierre-Jean Angremy, àlies Pierre-Jean Rémy
- 1997-2002: Bruno Racine
- 2002-2008: Richard Peduzzi
- 2008-2009: Frédéric Mitterrand
- des del 2009: Éric de Chassey